# فيشا (موردوفيجا)
فيشا (بالروسية: Выша) هي مدينة في جمهورية موردوفيا في روسيا.